# Ciudad Acuña
Ciudad Acuña – miasto w Meksyku, w stanie Coahuila. Liczy 141 300 mieszkańców (1 lipca 2014 roku).